# Спецано дела Сила
Спецано дела Сила (итал. Spezzano della Sila) је насеље у Италији у округу Козенца, региону Калабрија.
Према процени из 2011. у насељу је живело 3419 становника. Насеље се налази на надморској висини од 774 м.

## Становништво
Према резултатима пописа становништва 2011. у општини је живело 4.490 становника.
| 1931. | 1936. | 1951. | 1961. | 1971. | 1981. | 1991. | 2001. | 2011. |
| ----- | ----- | ----- | ----- | ----- | ----- | ----- | ----- | ----- |
| 3.111 | 3.369 | 4.699 | 5.420 | 4.296 | 4.542 | 5.110 | 4.851 | 4.490 |